# Ферропатия
Ферропатия (дефицит железа) — комплекс симптомов скрытого дефицита железа на фоне нормального уровня гемоглобина, характеризуется снижением содержания железа в тканевых депо и сыворотке крови. Симптомы ферропатии неспецифичны, что нередко затрудняет постановку диагноза.
Скрытый дефицит железа является распространенной клинической проблемой, но его выявление затруднено при выполнении общего анализа крови. Симптомы железодефицита неспецифичны, что нередко затрудняет постановку диагноза. Определение уровня ферритина в сыворотке крови является наиболее чувствительным методом раннего выявления дефицита железа и контроля его показателя после окончания лечения. Среди оптимальных препаратов железа следует особо отметить фумарат железа.
Дефицит железа может протекать бессимптомно и не диагностироваться в течение длительного периода времени. Наряду с истинной железодефицитной анемией существует скрытый дефицит железа, частота которого в Европе и России составляет 30-40 %, а в некоторых регионах (Север, Северный Кавказ, Восточная Сибирь) — 50-60 %.
Согласно данным Всемирной организации здравоохранения (ВОЗ), дефицит железа во всем мире наблюдается у 20-25 % младенцев, у 46 % детей в возрасте 5-14 лет, 48 % беременных (при этому половины женщин он соответствует ранней стадии железодефицита) Железодефицит вызывает гипоксию тканей. Гипоксия проявляется быстрой утомляемостью, мышечной слабостью с ночным недержанием мочи у девочек. Дефицит железа нарушает образование коллагена, что обусловливает поражение кожи, ногтей и слизистых оболочек. Характерны трещины в углах рта, красное окаймление губ, атрофия нитевидных сосочков языка, что делает поверхность языка гладкой и болезненной. Развиваются стоматит, ларингофаринготрахеит, сопровождающийся гиперемией задней стенки глотки, охриплостью голоса, дисфагией с ощущением застревания пищи (синдром Пламмера — Уинсона).
Диагностика дефицита железа затруднена при нормальном анализе крови. Подозрение на него должно возникать, если присутствуют симптомы железодефицитной анемии, несмотря на отсутствие изменений в крови, особенно в сочетании с низким уровнем ферритина. Неясно также, в какой степени и когда симптоматика скрытого дефицита железа предшествует симптоматике анемии. Концентрация ферритина в сыворотке (пороговое значение <30 мкг/л) является наиболее чувствительным и специфичным тестом, используемым для выявления дефицита железа. Однако в клинических лабораториях нижний предел референтного диапазона часто устанавливается на уровне 10-20 мкг/л. Это может привести к путанице, поскольку роль ферритина в выявлении дефицита железа не является однозначной. Показатель сывороточного ферритина — наиболее чувствительный метод выявления дефицита железа, но может быть трудно определить, какая концентрация ферритина указывает на дефицит железа. Поэтому наряду с ферритином в ряде случаев следует определять насыщение трансферрина, растворимого рецептора трансферрина (sTfr) и соотношения между sTfr и логарифмом концентрации ферритина, а также гепсидина. При этом следует тщательно выявлять негематологические симптомы железодефицита и интерпретировать концентрацию ферритина строго в сочетании с такими симптомами.